# Zacco temminckii
Zacco temminckii és una espècie de peix cipriniforme de la família dels ciprínids.